# Bandiera del Portogallo
La bandiera del Portogallo è di forma rettangolare, con proporzione 2/3, e colorata in verde e rosso. Il rettangolo verde è sul lato del pennone ed ha larghezza pari a 2/5 della bandiera, mentre la parte al vento (larga 3/5 della bandiera) è rossa. Centrato sulla partizione si trova uno stemma costituito da una sfera armillare con sovrapposto il tradizionale scudo portoghese. Venne adottata ufficialmente il 30 giugno 1911, ma era in uso effettivo sin dalla rivoluzione repubblicana del 5 ottobre 1910.

## Significato della bandiera
La bandiera del Portogallo ha un significato molto più ambiguo di quello tradizionale. Durante l'Estado Novo, il regime autoritario dei nazionalisti portoghesi che durò dal 1933 fino alla rivoluzione del 1974, si diceva che il verde rappresentasse i boschi del Portogallo e il rosso fosse il simbolo del sangue versato dai caduti per servire la nazione. Questa definizione dei colori è quella comunemente accettata, comunque il significato originale potrebbe essere più incerto. Alcune teorie sostengono che il rosso rappresenti l'alba e il tramonto sulle navi portoghesi durante le "Scoperte" del XVI secolo e che il verde rappresenta il colore del mare profondo, che venne navigato per la prima volta dai portoghesi in tutto il mondo. Altre teorie meno nazionaliste sostengono che il verde e il rosso siano i colori tradizionali del federalismo iberico, un'ideologia Repubblicano-Socialista, molto comune all'inizio del XX secolo, che difendeva l'unione politica di Portogallo e Spagna, benché i portoghesi siano stati una nazione indipendente fin dal 1149 e abbiano sempre combattuto per la loro indipendenza, anche quando erano sotto il controllo spagnolo nel XVII secolo.
Il disegno circolare rappresenta una sfera armillare, che sostituì la corona della vecchia bandiera monarchica. Rappresentava l'impero coloniale portoghese del periodo della rivoluzione e le scoperte fatte dai portoghesi.
Il tradizionale scudo portoghese è invece presente in praticamente tutte le bandiere portoghesi della storia. I cinque punti bianchi nei cinque scudi blu al centro della bandiera fanno riferimento ad una leggenda riguardante il primo re del Portogallo, Alfonso Henriques, a cui apparve una visione di Gesù Cristo sulla croce. Re Alfonso vinse la battaglia e, in segno di gratitudine, incorporò le cinque ferite di Cristo nella sua bandiera, inserendo cinque pallini bianchi all'interno dei cinque scudi azzurri. I cinque scudi rappresentano i cinque re moreschi che vennero sconfitti nella battaglia di Ourique.
I castelli, in origine nove, sono un simbolo delle vittorie portoghesi al comando di Re Alfonso III, e fanno riferimento ai nove castelli moreschi sconfitti dal Portogallo nel 1249; erano anche il simbolo del regno di Algarve, l'ultimo conquistato dai portoghesi, quando vennero stabiliti i confini definitivi. In seguito, re Giovanni II ridusse il numero di castelli nella bandiera.

## Bandiere storiche

1095
1143
1185
1248 bandiera portoghese sotto monarchia
1385
1485
1495
1521
1578
1616
1640
1667
1707
1750
1816
1830
1830 (navale)